# Спыну, Глеб Александрович
Глеб Александрович Спыну (16 мая 1918 — 16 августа 2006) — советский и украинский учёный, доктор технических наук (1969), профессор (1981).

## Биография
В 1941 закончил Киевский политехнический институт с квалификацией инженера-механика. С началом Великой Отечественной войны направлен на обучение в 3-е Ленинградское артиллерийское училище. С декабря 1941 по февраль 1942 воевал командиром взвода на Южном фронте, был ранен. Находился на излечении в эвакогоспитале в Сочи. С июня 1942 по февраль 1945 преподавал в Тбилисском артиллерийском училище. В период с февраля 1945 по август 1946 капитан Г. А. Спыну проходил службу в должности старшего преподавателя 1-го Киевского артиллерийского училища. После демобилизации работал в Институте физики АН УССР в должности главного конструктора. В 1949-1951 годах разработал принцип и создал первый в СССР токарный станок с программным управлением на основе магнитной записи. С 1957 по 1969 годы работал заведующим отделом Института автоматики министерства приборостроительной промышленности СССР. В течение 1969-1982 годов работал заведующим отделом Института электросварки имени Е. О. Патона. В эти годы под его научным руководством был создан первый в Советском Союзе промышленный робот для контактной сварки модели ИЭС-960.
Вся дальнейшая научная деятельность посвящена теории и практике создания роботизированных технологических комплексов для металлорежущих станков.
Кандидатскую диссертацию на тему «Автоматическое управление станками с помощью магнитной записи» защитил в Киевском политехническом институте в 1957. В 1969 защитил диссертацию на соискание учёной степени доктора технических наук на тему «Разработка и исследование цифровых систем для автоматизации проектирования и изготовления деталей машиностроения». Учёное звание профессора получил в 1981. В 1979 на предложение кафедры металлорежущих станков КПИ впервые в Украинской ССР создал и начал преподавать курс «Промышленные роботы», а с 1982 начал работу на кафедре в должности профессора КПИ. За цикл учебников по робототехнике стал лауреатом Государственной премии Украины в области науки и техники за 1996 год. Присуждено звание заслуженного преподавателя КПИ. Как выдающийся деятель науки и техники, получал пожизненную государственную стипендию.
Имел разносторонние увлечения, очень любил путешествовать. В составе делегаций он побывал во многих странах мира. Также увлекался фотографией.

## Публикации
За годы своей научной деятельности опубликовал более 140 научных работ.
- Патон Б. Е., Спыну Г. А., Тимошенко В. Г. Промышленные работы для сварки. 1977.
- Спыну Г. А. Промышленные роботы. Конструирование и применение. 1985.[1][2]
- Спыну Г. А. Роботы с искусственным интеллектом. 1989.[3][4]

Кроме вышеназванных, в научном наследии ещё восемь учебных пособий и монографий.